# Julia Ragnarsson
Julia Maria Ragnarsson (Malmö, 30 luglio 1992) è un'attrice svedese.

## Filmografia parziale
Cinema
- Martin e Julia (Tur & retur), regia di Ella Lemhagen (2003)
- Maria Larssons eviga ögonblick, regia di Jan Troell (2008)
- Stockholm Stories, regia di Karin Fahlén (2013)
- Tillbaka till Bromma, regia di Martin Persson (2014)
- Take Down, regia di Jim Gillespie (2016)
- Midsommar - Il villaggio dei dannati (Midsommar), regia di Ari Aster (2019)

Televisione
- The Bridge: La serie originale (Bron/Broen) - serie TV, 8 episodi (2013)
- Jakten på tidskristallen - serie TV, 14 episodi (2017)
- Springfloden - serie TV, 20 episodi (2016-2018)
- Fartblinda - serie TV, 16 episodi (2019-2022)
- Loro uccidono - Nel buio della mente (Den som dræber - Fanget af mørket) - serie TV, 4 episodi (2024)